# Lleida (tartomány)
Lleida (spanyolul Lérida) egy tartomány (provincia) Spanyolországban, Katalóniában. Székhelye Lleida városa, ahol a tartomány népességének mintegy 30 százaléka, 414 ezer fő él. A tartományban összesen 231 település található.

## Hivatalos nyelvek
A tartomány hivatalos nyelve a spanyol és a katalán mellett az aráni, amely az okcitán nyelv egy sztenderdizált nyelvváltozata. Ezt a nyelvet a többinél nagyobb autonómiával rendelkező Vall d’Aran járásban beszélik.

## Járásai
A tartomány területét 13 járásra (comarca) osztják fel:
- Alta Ribagorça (spanyolul Alta Ribagorza)
- Alt Urgell (Alto Urgel)
- Baixa Cerdanya (Baja Cerdaña) — Cerdanya másik része, Alta Cerdanya az országhatáron túl, Franciaországban van. A járás kisebbik része Girona tartomány része, és egy kis darabja az országhatáron túl, szigetszerűen ékelődik a francia területbe.
- Garrigues (Las Garrigas)
- Noguera (Noguera)
- Pallars Jussà (Pallars Jussá)
- Pallars Sobirà (Pallars Sobirá)
- Pla d’Urgell (Plana de Urgel)
- Segarra (Segarra)
- Segrià (Segriá)
- Solsonès (Solsonés)
- Urgell (Urgel)
- Val d’Aran (Valle de Arán)

## Nevezetességek
- Szent Mór-tó a Pireneusokban

## Képek

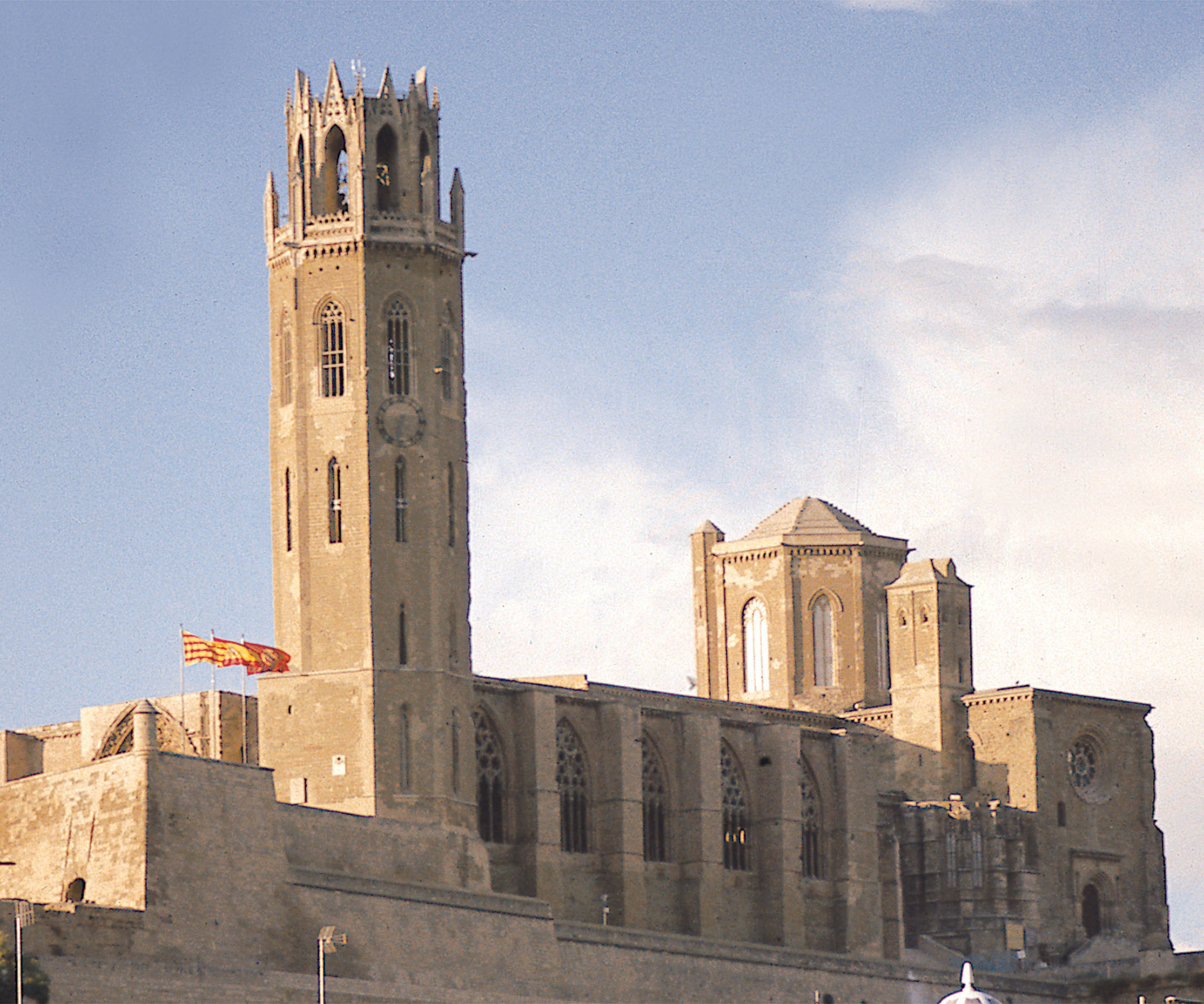
La Seu Vella (Lleida)
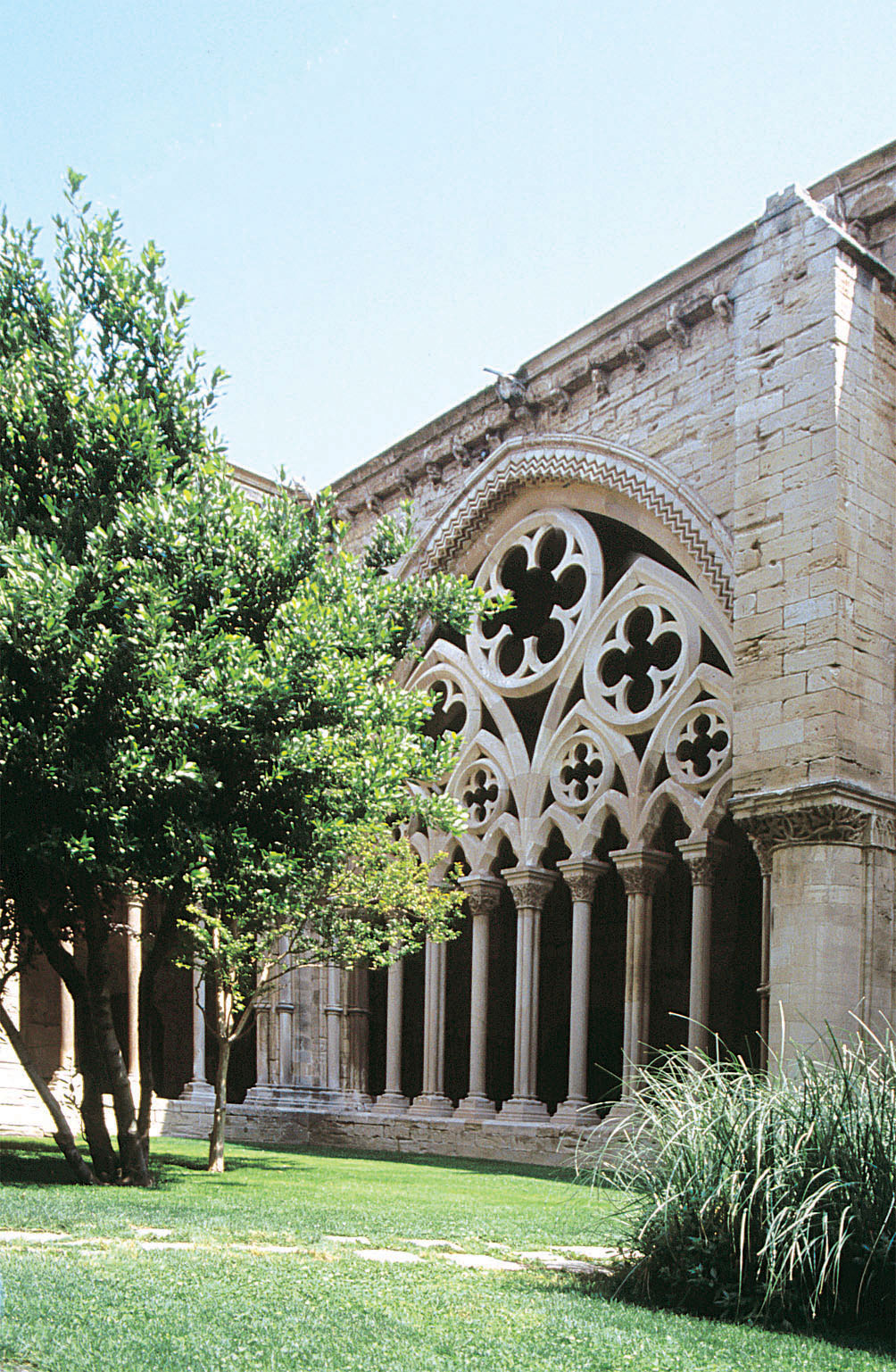
La Seu Vella
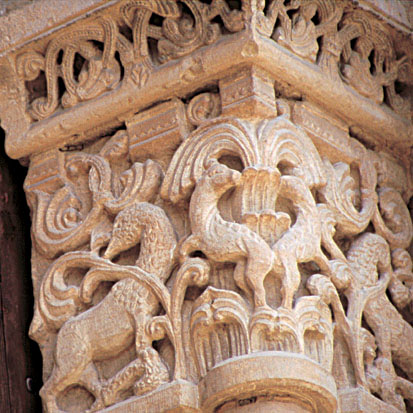
Egy oszlopfő részlete (La Seu Vella)